# Georg Bernecker
Georg Bernecker (* Leipzig; † 1544) war ein frühneuzeitlicher Unternehmer im Erzgebirge und einer der Gründer der heutigen tschechischen Gemeinde Potůčky.
Der aus der Messestadt Leipzig stammende Bernecker betrieb seit 1537 gemeinsam mit seinem Bruder Horatio mehrere Zinnerzgruben in der Nähe von Platten in der kursächsischen Herrschaft Schwarzenberg, darunter die Auerhahnfundgrube und die Zeche Reicher Trost am Hirschberg. Er ließ sich in Platten nieder, wo er im Mai 1537 das Haus der Witwe des Marcus Müller erwarb. Sein Bruder folgte ihm 1538 als Käufer des Hauses von Peter Müller in Platten.
Bernecker besaß ferner zwei Pochwerke am Breitenbach und wird 1540 als Besitzer einer Schmelzhütte genannt. Durch die Anlegung von Pochwerken am Breitenbach, dem 1569 eine Farbmühle und danach ein Hammerwerk folgte, entstand die Siedlung Breitenbach, die heutige tschechische Gemeinde Potůčky.
Nachdem er 1544 gestorben war, verkaufte sein Bruder Horatio, der selbst vier Pochwerke am Schwarzwasser besaß, sein 1537 erkauftes Haus weiter an den Zinnschmelzer Paul Siegel aus Eibenstock.
| Personendaten    | Personendaten                           |
| ---------------- | --------------------------------------- |
| NAME             | Bernecker, Georg                        |
| KURZBESCHREIBUNG | deutscher frühneuzeitlicher Unternehmer |
| GEBURTSDATUM     | 15. Jahrhundert oder 16. Jahrhundert    |
| GEBURTSORT       | Leipzig                                 |
| STERBEDATUM      | 1544                                    |